# كأس الاتحاد الإنجليزي 1884–85
كأس الاتحاد الإنجليزي 1884–85 (بالإنجليزية: 1884–85 FA Cup)‏ هو الموسم 14 من  كأس الاتحاد الإنجليزي. أقيم خلال الفترة 11 أكتوبر 1884 وحتى 4 أبريل 1885، والذي يشرف على تنظيمه الاتحاد الإنجليزي لكرة القدم، وكان عدد الأندية المشاركة فيه  114، وفاز فيه بلاكبيرن روفرز.